# Joseph François de Mieulle
Joseph François de Mieulle, né le 18 mars 1769 à Sisteron et mort le 1er mars 1849 à Angers, est un homme politique français, député au Conseil des Cinq-Cents en 1795.

## Biographie
Membre de la bonne société des Basses-Alpes (il est avocat et cousin de Mévolhon, député aux États généraux), ses biens sont mis sous scellés de brumaire an II (1793) à germinal an III, pour « propos inciviques ».
Il est élu administrateur du département en 1795, puis député aux Cinq-Cents en floréal an V. Il y porte les plaintes des administrateurs du département contre l’épuration menée par Dherbez-Latour, jugée excessive. Après la fin de son mandat, il est receveur des impôts dans les Alpes-Maritimes (1800-1814), puis dans les Basses-Alpes (1814-1820).
Il est anobli suivant la lettre patente du 17 février 1816 du roi Louis XVIII.
Il est à nouveau élu en 1820 à la chambre des députés, siège qu’il conserve jusqu’en 1827. Il appuie toutes les initiatives du pouvoir royal.
À la fin de ces mandats, il est à nouveau receveur des impôts, en Maine-et-Loire, et est à nouveau élu député des Basses-Alpes (juin 1830), élection invalidée par la suite.